# Milão-Turim

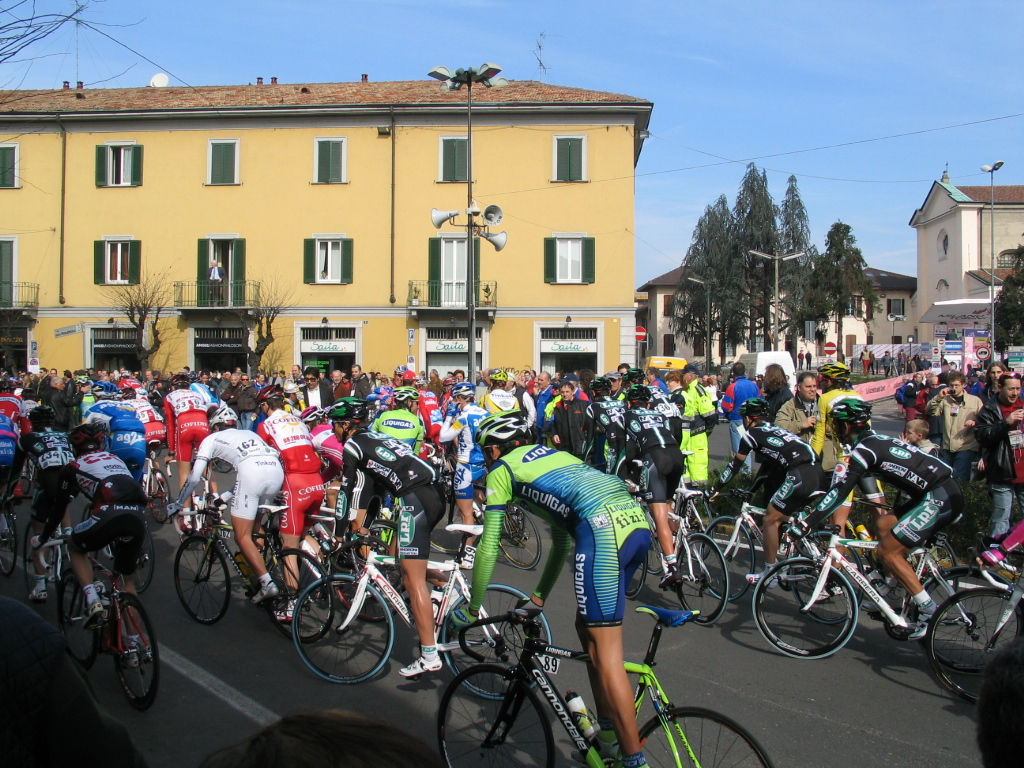
Partida da edição de 2007

A Milão-Turim (oficialmente Milano-Torino) é uma clássica ciclista disputada na Itália entre as cidades de Milão e Turim.
A corrida é organizada pelo RCS MediaGroup, proprietário da Gazzetta dello Sport, organizador também da Milão-Sanremo, a Tirreno-Adriático, o Giro d'Italia ou o Giro de Lombardia entre outros.
O ciclista com maior número de vitórias é Costante Girardengo, quem conseguiu cinco triunfos entre 1914 e 1923. Pierino Favalli, com três triunfos consecutivos entre 1938 e 1940, é o segundo corredor mais laureado.

## História
A primeira edição desta competição disputou-se em 1876, o que a converte na clássica mais antiga de Itália, e uma das mais antigas do mundo. Entre 1987 e 2005, a corrida celebrou-se durante o mês de outubro, antes da disputa do Giro de Lombardia. Em 1995, depois de permitir-se por erro a um veículo entrar no traçado da prova, Marco Pantani e outros dois ciclistas foram atropellados num grave acidente que apartou a Pantani da competição durante toda a temporada de 1996. Desde a criação dos Circuitos Continentais da UCI em 2005 esteve integrada no UCI Europe Tour, dentro da categoria 1.hc (máxima categoria).
Em 2006, recuperou-se sua data tradicional, uma semana antes da Milão-Sanremo. Depois de não se disputar a corrida em 2008 e 2009 de novo apareceu no calendário internacional em 2010 e 2011 voltando às suas datas habituais dos últimos anos, desta vez um dia antes do Giro do Piamonte no entanto finalmente não se chegaram a disputar nenhuma dessas edições. Finalmente se disputou-se no final de setembro de 2012.

### Velocidade
Foi uma das clássicas mais rápidas. Em 1961, Walter Martin, vencedor daquela edição, estabeleceu uma velocidade média de 45,094 km/h, o que supôs um recorde por aquele então que mais tarde, em 1964 seria superado por Marinio Vigna na clássica dos Tre Valli Varesine. A máxima velocidade média atingida nesta corrida é de 45,75 km/h, conseguida pelo suíço Markus Zberg em 1999 o que faz que sua velocidade média já não seja tão alta como antanho.

## Palmarés
| Ano                                                | Vencedor             | Segundo                | Terceiro                       |
| -------------------------------------------------- | -------------------- | ---------------------- | ------------------------------ |
| 1876                                               | Paolo Magretti       | Carlo Ricci Gariboldi  | Bartolomeo Balbiani            |
| 1877-1892 edições não realizadas                   |                      |                        |                                |
| 1893                                               | Luigi Airaldi        | Giacomo Capella        | Luigi Masetti                  |
| 1894-1895 edições não realizadas                   |                      |                        |                                |
| 1896                                               | Giovanni Moro        | Federico Goll          | Francesco Gilardini            |
| 1897-1902 edições não realizadas                   |                      |                        |                                |
| 1903                                               | Giovanni Gerbi       | Giovanni Rossignoli    | Ferdinando Coppa               |
| 1904 edição não realizada                          |                      |                        |                                |
| 1905                                               | Giovanni Rossignoli  | Giovanni Cuniolo       | Giulio Tagliavini              |
| 1906-1910 edições não realizadas                   |                      |                        |                                |
| 1911                                               | Henri Pélissier      | Carlo Durando          | Domenico Allasia               |
| 1912 edição não realizada                          |                      |                        |                                |
| 1913                                               | Giuseppe Azzini      | Carlo Durando          | Ezio Corlaita                  |
| 1914                                               | Costante Girardengo  | Giuseppe Azzini        | Carlo Durando                  |
| 1915                                               | Costante Girardengo  | Giovanni Roncon        | Lauro Bordin                   |
| 1916 edição não realizada                          |                      |                        |                                |
| 1917                                               | Oscar Egg            | Leopoldo Torricelli    | Luigi Lucotti                  |
| 1918                                               | Gaetano Belloni      | Alfredo Sivocci        | Angelo Vay                     |
| 1919                                               | Costante Girardengo  | Giuseppe Olivieri      | Giuseppe Azzini                |
| 1920                                               | Costante Girardengo  | Gaetano Belloni        | Leopoldo Torricelli            |
| 1921                                               | Federico Gay         | Giovanni Brunero       | Bartolomeo Aymo                |
| 1922                                               | Adriano Zanaga       | Emilio Petiva          | Federico Gay                   |
| 1923                                               | Costante Girardengo  | Gaetano Belloni        | Giovanni Brunero               |
| 1924                                               | Federico Gay         | Michele Gordini        | Angelo Gremo                   |
| 1925                                               | Adriano Zanaga       | Domenico Piemontesi    | Giuseppe Pancera               |
| 1926-1930 edições não realizadas                   |                      |                        |                                |
| 1931                                               | Giuseppe Graglia     | Piero Polano           | Giuseppe Olmo                  |
| 1932                                               | Giuseppe Olmo        | Giuseppe Graglia       | Giuseppe Martano               |
| 1933                                               | Giuseppe Graglia     | Attilio Masarati       | Antonio Folco                  |
| 1934                                               | Mario Cipriani       | Orlando Teani          | Giuseppe Graglia               |
| 1935                                               | Giovanni Gotti       | Adalino Mealli         | Aldo Bini                      |
| 1936                                               | Cesare Del Cancia    | Olimpio Bizzi          | Mario Cipriani                 |
| 1937                                               | Giuseppe Martano     | Cesare Del Cancia      | Augusto Introzzi               |
| 1938                                               | Pierino Favalli      | Giuseppe Olmo          | Fausto Montesi                 |
| 1939                                               | Pierino Favalli      | Michele Benente        | Giovanni Gotti                 |
| 1940                                               | Pierino Favalli      | Pietro Chiappini       | Francesco Albani               |
| 1941                                               | Pietro Chiappini     | Ruggero Moro           | Pietro Rimoldi                 |
| 1942                                               | Pietro Chiappini     | Osvaldo Bailo          | Salvatore Crippa               |
| 1943-1944 edições não realizadas                   |                      |                        |                                |
| 1945                                               | Vito Ortelli         | Enzo Coppini           | Guerrino Tomasoni              |
| 1946                                               | Vito Ortelli         | Oreste Conte           | Guido Lelli                    |
| 1947                                               | Italo De Zan         | Giovanni Pinarello     | Egidio Feruglio                |
| 1948                                               | Sergio Maggini       | Italo De Zan           | Luciano Pezzi                  |
| 1949                                               | Luigi Casola         | Aldo Bini              | Italo De Zan                   |
| 1950                                               | Adolfo Grosso        | Fausto Marini          | Livio Isotti                   |
| 1951                                               | Fiorenzo Magni       | Giorgio Albani         | Alfredo Martini                |
| 1952                                               | Aldo Bini            | Oreste Conte           | Adolfo Ferrari                 |
| 1953                                               | Luciano Maggini      | Loretto Petrucci       | Donato Zampini                 |
| 1954                                               | Agostino Coletto     | Fiorenzo Magni         | Luciano Maggini                |
| 1955                                               | Cleto Maule          | Aldo Moser             | Giorgio Albani                 |
| 1956                                               | Ferdi Kübler         | Germain Derycke        | Roberto Falaschi               |
| 1957                                               | Miguel Poblet        | Fred De Bruyne         | Guido Messina                  |
| 1958                                               | Agostino Coletto     | Miguel Poblet          | Armando Pellegrini             |
| 1959                                               | Nello Fabbri         | Guido Carlesi          | Agostino Coletto               |
| 1960                                               | Arnaldo Pambianco    | Guido Carlesi          | Gastone Nencini                |
| 1961                                               | Walter Martin        | Angelo Conterno        | Alessandro Fantini             |
| 1962                                               | Franco Balmamion     | Vittorio Adorni        | Dino Bruni                     |
| 1963                                               | Franco Cribiori      | Carlo Chiappano        | Giovanni Bettinelli            |
| 1964                                               | Valentín Uriona      | Italo Zilioli          | Franco Cribiori                |
| 1965                                               | Vito Taccone         | Marino Vigna           | Romeo Venturelli               |
| 1966                                               | Marino Vigna         | Michelle Dancelli      | Dino Zandegù                   |
| 1967                                               | Gianni Motta         | Franco Bitossi         | Vittorio Adorni                |
| 1968                                               | Franco Bitossi       | Italo Zilioli          | Michelle Dancelli              |
| 1969                                               | Claudio Michelotto   | Martin Van Den Bossche | Franco Bitossi                 |
| 1970                                               | Luciano Armani       | Guido Reybrouck        | Davide Boifava                 |
| 1971                                               | Georges Pintens      | Enrico Paolini         | Marinus Wagtmans               |
| 1972                                               | Roger De Vlaeminck   | Franco Bitossi         | Gianni Motta                   |
| 1973                                               | Marcello Bergamo     | Franco Bitossi         | Roger De Vlaeminck             |
| 1974                                               | Roger De Vlaeminck   | Marcello Bergamo       | Italo Zilioli                  |
| 1975                                               | Wladimiro Panizza    | Enrico Paolini         | Roger De Vlaeminck             |
| 1976                                               | Enrico Paolini       | Franco Bitossi         | Eddy Verstraeten               |
| 1977                                               | Rik Van Linden       | Walter Godefroot       | Alfons De Bal                  |
| 1978                                               | Pierino Gavazzi      | Vittorio Algeri        | Franco Bitossi                 |
| 1979                                               | Alfio Vandi          | Claude Criquielion     | Wladimiro Panizza              |
| 1980                                               | Giovanni Battaglin   | Francesco Moser        | Roberto Ceruti                 |
| 1981                                               | Giuseppe Martinelli  | Giovanni Renosto       | Nazzareno Berto                |
| 1982                                               | Giuseppe Saronni     | Noël Dejonckheere      | Rik Van Linden                 |
| 1983                                               | Francesco Moser      | Silvestro Milani       | Peter Kehl                     |
| 1984                                               | Paolo Rosola         | Guido Bontempi         | Roger De Vlaeminck             |
| 1985                                               | Daniele Caroli       | Stefan Mutter          | Dante Morandi                  |
| 1986 edição não realizada                          |                      |                        |                                |
| 1987                                               | Phil Anderson        | Flavio Giupponi        | Tony Rominger                  |
| 1988                                               | Rolf Gölz            | Phil Anderson          | Luc Roosen                     |
| 1989                                               | Rolf Gölz            | Dag Erik Pedersen      | Tony Rominger                  |
| 1990                                               | Mauro Gianetti       | Jean-Claude Leclercq   | Gilles Delion                  |
| 1991                                               | Davide Cassani       | Tony Rominger          | Sammie Moreels                 |
| 1992                                               | Gianni Bugno         | Rolf Aldag             | Tony Rominger                  |
| 1993                                               | Rolf Sørensen        | Paolo Fornaciari       | Francesco Frattini             |
| 1994                                               | Francesco Casagrande | Mauro Gianetti         | Zenon Jaskuła                  |
| 1995                                               | Stefano Zanini       | Rolf Sørensen          | Francesco Casagrande           |
| 1996                                               | Daniele Nardello     | Stefano Zanini         | Laurent Jalabert               |
| 1997                                               | Laurent Jalabert     | Alex Zülle             | Paolo Lanfranchi               |
| 1998                                               | Niki Aebersold       | Oscar Camenzind        | Marco Serpellini               |
| 1999                                               | Markus Zberg         | Paolo Bettini          | Jan Ullrich                    |
| 2000 edição cancelada'"`UNIQ--ref-00000004-QINU`"' |                      |                        |                                |
| 2001                                               | Mirko Celestino      | Niki Aebersold         | Eddy Mazzoleni                 |
| 2002                                               | Michele Bartoli      | Oscar Camenzind        | Gabriele Missaglia             |
| 2003                                               | Mirko Celestino      | Davide Rebellin        | Miguel Ángel Martín Perdiguero |
| 2004                                               | Marcos Serrano       | Eddy Mazzoleni         | Francesco Casagrande           |
| 2005                                               | Fabio Sacchi         | Mirko Celestino        | Paolo Tiralongo                |
| 2006                                               | Igor Astarloa        | Mirko Celestino        | Paolo Tiralongo                |
| 2007                                               | Danilo Di Luca       | Mauricio Soler         | Kim Kirchen                    |
| 2008-2011 edições não realizadas                   |                      |                        |                                |
| 2012                                               | Alberto Contador     | Diego Ulissi           | Fredrik Kessiakoff             |
| 2013                                               | Diego Ulissi         | Rafał Majka            | Daniel Moreno                  |
| 2014                                               | Giampaolo Caruso     | Rinaldo Nocentini      | Daniel Moreno                  |
| 2015                                               | Diego Rosa           | Rafał Majka            | Fabio Aru                      |
| 2016                                               | Miguel Ángel López   | Michael Woods          | Rigoberto Urán                 |
| 2017                                               | Rigoberto Urán       | Adam Yates             | Fabio Aru                      |
| 2018                                               | Thibaut Pinot        | Miguel Ángel López     | Alejandro Valverde             |
| 2019                                               | Michael Woods        | Alejandro Valverde     | Adam Yates                     |
| 2020                                               | Arnaud Démare        | Caleb Ewan             | Wout van Aert                  |
| 2021                                               | Primož Roglič        | Adam Yates             | João Almeida                   |
| 2022                                               | Mark Cavendish       | Nacer Bouhanni         | Alexander Kristoff             |
| 2023                                               | Arvid de Kleijn      | Fernando Gaviria       | Casper van Uden                |
| 2024                                               | Alberto Bettiol      | Jan Christen           | Marc Hirschi                   |
| 2025                                               | Isaac Del Toro       | Ben Tulett             | Tobias Halland Johannessen     |

## Palmarés por países
Atualizado após edição de 2024
| País          | Vitórias | Último vencedor          |
| ------------- | -------- | ------------------------ |
| Itália        | 74       | Alberto Bettiol em 2024  |
| Suíça         | 5        | Markus Zberg em 1999     |
| Espanha       | 5        | Alberto Contador em 2012 |
| Bélgica       | 4        | Rik Van Linden em 1977   |
| França        | 4        | Arnaud Démare em 2020    |
| Luxemburgo    | 2        | Giuseppe Graglia em 1933 |
| Alemanha      | 2        | Rolf Gölz em 1989        |
| Colômbia      | 2        | Rigoberto Urán em 2017   |
| Austrália     | 1        | Phil Anderson em 1987    |
| Dinamarca     | 1        | Rolf Sørensen em 1993    |
| Canadá        | 1        | Michael Woods em 2019    |
| Eslovênia     | 1        | Primož Roglič em 2021    |
| Reino Unido   | 1        | Mark Cavendish em 2022   |
| Países Baixos | 1        | Arvid de Kleijn em 2023  |

## Estatísticas

### Mais vitórias
| Ciclista            | Vitórias | Anos                          |
| ------------------- | -------- | ----------------------------- |
| Costante Girardengo | 5        | 1914, 1915, 1919, 1920 e 1923 |
| Pierino Favalli     | 3        | 1938, 1939 e 1940             |
| Federico Gay        | 2        | 1921 e 1924                   |
| Adriano Zanaga      | 2        | 1922 e 1925                   |
| Giuseppe Graglia    | 2        | 1931 e 1933                   |
| Pietro Chiappini    | 2        | 1941 e 1942                   |
| Vito Ortelli        | 2        | 1945 e 1946                   |
| Agostino Coletto    | 2        | 1954 e 1958                   |
| Roger De Vlaeminck  | 2        | 1972 e 1974                   |
| Rolf Gölz           | 2        | 1988 e 1989                   |
| Mirko Celestino     | 2        | 2001 e 2003                   |

### Vitórias consecutivas
- Três vitórias seguidas:
  -  Pierino Favalli (1938, 1939, 1940)

- Duas vitórias seguidas:
  -  Costante Girardengo (1914, 1915 e 1919, 1920)
  -  Pietro Chiappini (1941 e 1942)
  -  Vito Ortelli (1945 e 1946)
  -  Rolf Gölz (1988 e 1989)